# Liga F
Liga F (spanska; katalanska: Lliga F), formellt Primera División de [la Liga de] Fútbol Femenino, är den högsta nivån i ligasystemet inom spansk fotboll för damer. Den är damernas motsvarighet till herrarnas La Liga, med Liga Profesional de Fútbol Femenino (LPFF) som organisatör. Ligan grundades 1988 och sedan 2022 fungerar den som en professionell liga.

## Betydelse
Ligan har sedan mitten av 2010-talet, i Uefas rankning, räknats till de sex högst klassade damligorna i Europa. Utvecklingen i Uefa-rankningen har varit #10 (2003/2004 och 2004/2005), #11 (2005/2006), #10 (2006/2007), #12 (2007/2008), #10 (2008/2009), #12 (2009/2010), #11 (2010/2011), #9 (2011/2012), #10 (2012/2013), #7 (2013/2014), #6 (2014/2015), #5 (2015/2016, 2016/2017, 2017/2018 och 2018/2019), #3 (2019/2020), #4 (2020/2021), #3 (2021/2022, 2022/2023 och 2023/2024). Hösten 2024 placerade Uefa tidvis ligan på andra plats, endast efter Division 1 Féminine.
Från och med 2021/2022 kvalificerar sig de tre högst placerade ligalagen till kommande säsongs UEFA Women's Champions League.

## Historik
Fotboll är Spaniens nationalsport, och herrarnas i La Liga har sedan många år varit hem för några av de mest framgångsrika klubbarna i Europa – exempelvis Real Madrid och FC Barcelona. Damfotboll är dock en betydligt nyare verksamhet i Spanien och det dröjde innan Spanien fick en nationell damliga. Spansk fotboll var länge närmast identiskt med herrfotboll.

### Tidiga år
Tävlingsserien inleddes 1988, då under namnet Liga Nacional Femenina. Den har därefter arrangerats årligen, fram till säsongen 1995/1996 spelades tävlingen som en serie med fyra grupper med hemma/borta-möten mellan lagen.
1996, året då ligan ändrade sitt namn till División De Honor Femenina, introducerades ett nytt tävlingsformat. Det innebar att vinnarna av fyra separata tävlingsgrupper spelade ett slutspel med hemma- och bortamatcher.

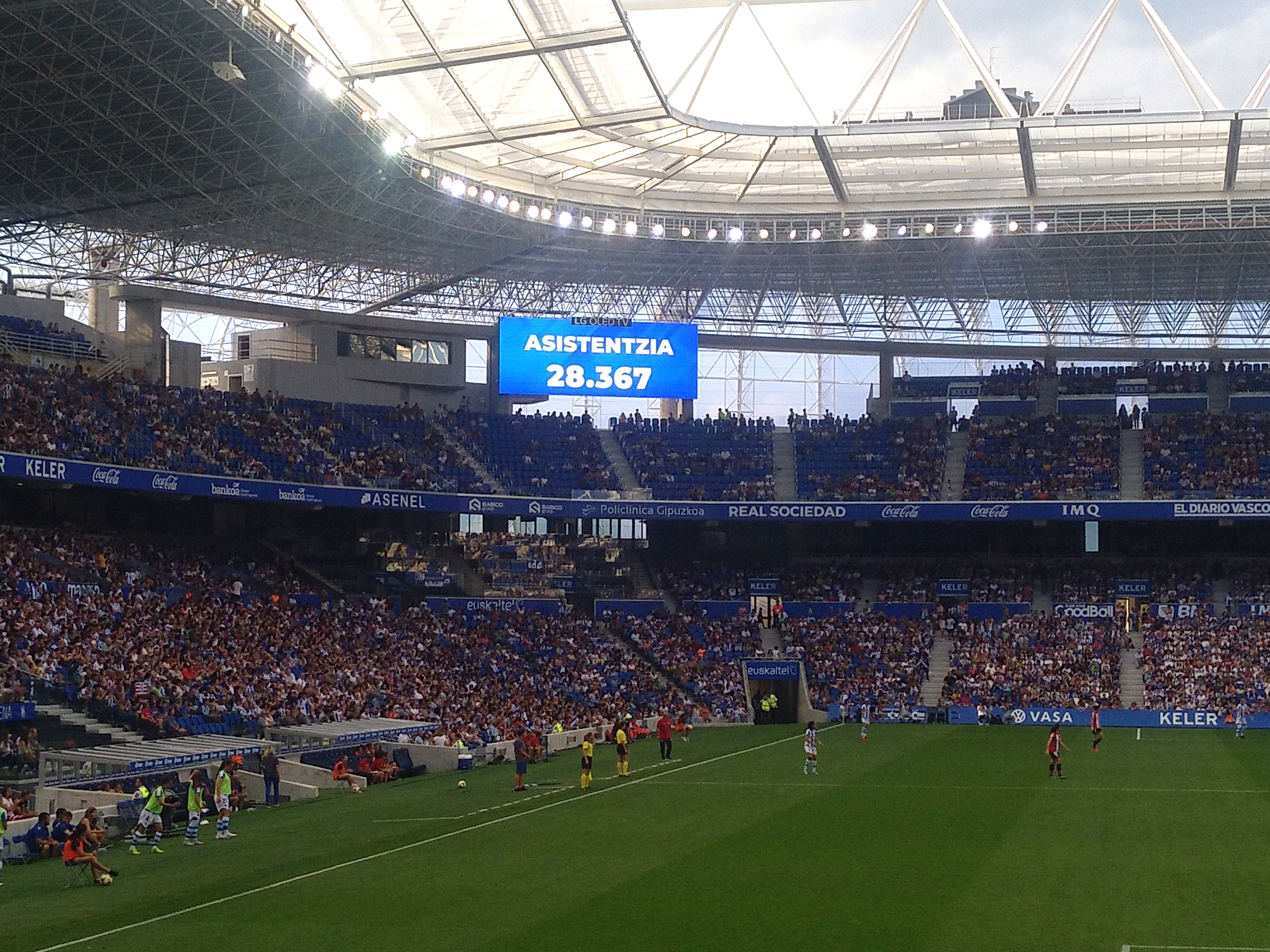
Det baskiska derbyt 2019 mellan Real Sociedad och Athletic Bilbao.

2001 återgick ligan till ett format utan slutspel och med en samlad serie. Det året bytte ligan även namn till Superliga Femenina. Tio år senare, 2011, introducerades namnet Primera División Femenina. 

### Professionell serie
Klubbarna i serien samlades 2015 för att etablera samarbetsorganisationen ACFF (Asociación de Clubes de Fútbol Femenino), i syfte att utveckla den spanska damligan i mer professionell riktning. 2019 gick ligans spelare i strejk för att försöka få till en lösning gällande löner och spelvillkor. Efter långa förhandlingar säkrades visningsrättigheter för matcherna i ligan, liksom utökade rättigheter för spelarna i förhållande till klubbarna.
Covid-19-pandemin lade locket på för många av de efterlängtade förändringarna, eftersom ligan på grund av Spaniens nedstängning tvingades läggas på is. Trots detta fortsatte ACFF sina ansträngningar att försöka få till ett professionellt format på ligan, med en oberoende ligaorganisation, vilket till slut accepterades i juni 2021. I mars året därpå började även den nya ligaorganisationen – Liga F – verka.
Från och med 2021/2022 har ligan därför haft namnet Liga F, efter att man introducerats "Liga"-terminologin även på damsidan av spansk elitfotboll. Samma år reducerades antalet lag från 18 till 16, där de två lägst placerade lagen flyttas ner till Segunda División. De åtta högst placerade lagen kvalificerade sig också för Copa de la Reina, den spanska cupen.
Vid starten av Liga F fanns en skriande brist på resurser, men detta lättades när nedstängningarna successivt avskaffades och ligan kunde börja ta emot publik och visas på TV. Därefter har Liga F ökat i status till en plats bland de två-tre högst rankade i Europa, i konkurrens med de franska, tyska och engelska damligorna. Under 2020-talets gång har inte minst Barcelona etablerat sig som Europas bästa klubblag, med toppspelare som Aitana Bonmatí och Alexia Putellas, medan Spaniens damlandslag vann 2023 års världsmästerskap.
Spaniens idrottsministerium bidrar årligen med 15 miljoner euro till ligan och Liga F har även ett femårigt sponsoravtal med herrarnas La Liga värt 42 miljoner euro. Via ett likaså fem år långt avtal för TV-rättigheterna värt 35 miljoner euro, sänds alla säsongens 240 matcher till betalande abonnenter.
Ligalagen har dock fortfarande olika förutsättningar och kan ekonomiskt grupperas i tre olika grupper. I toppen finns Barcelona och Real Madrid, globalt kända varumärken med starka klubborganisationer i ryggen och i den andra damlag utan backning från någon mer etablerad herrklubb.

### Säsonger och segrare

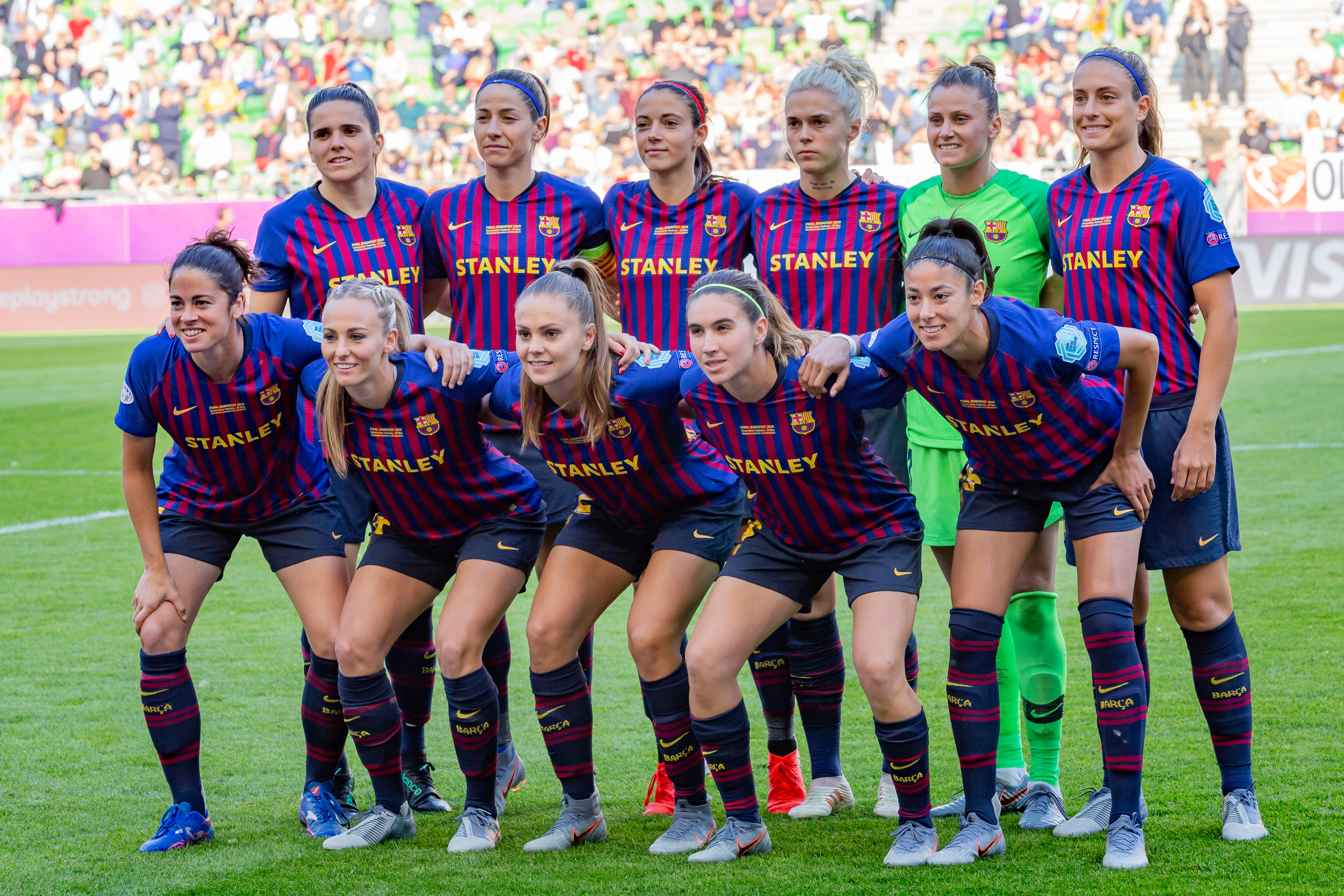
FC Barcelona Femení, den dominerande klubben i ligan under 2020-talet.

Nedan listas alla säsongerna sedan starten 1988, med mästare samt andra- och tredjeplacerade lag. Dessutom noteras antal lag per säsong och de tre bästa lagens respektive poängantal efter varje säsong. Totalt har tolv olika lag vunnit minst en tävlingssäsong, med FC Barcelona som mest framgångsrika lag (med nio ligavinster).
| Säsong            | Lag | Mästare                  | Poäng | Tvåa                     | Poäng | Trea                | Poäng |
| ----------------- | --- | ------------------------ | ----- | ------------------------ | ----- | ------------------- | ----- |
| Liga Nacional     |     |                          |       |                          |       |                     |       |
| 1988–89           | 9   | Peña Barcelonista        | 24    | Parque Alcobendas        | 21    | Espanyol            | 20    |
| 1989–90           | 12  | Atlético Villa de Madrid | 43    | Peña Barcelonista        | 39    | Espanyol            | 30    |
| 1990–91           | 8   | Oiartzun                 | 20    | Atlético Villa de Madrid | 20    | Añorga              | 20    |
| 1991–92           | 8   | Añorga                   | 27    | FC Barcelona             | 19    | Oiartzun            | 17    |
| 1992–93           | 7   | Oroquieta Villaverde     | 24    | Añorga                   | 21    | FC Barcelona        | 20    |
| 1993–94           | 10  | Oroquieta Villaverde     | 49    | Añorga                   | 42    | FC Barcelona        | 40    |
| 1994–95           | 10  | Añorga                   | 48    | Oroquieta Villaverde     | 40    | Espanyol            | 34    |
| 1995–96           | 9   | Añorga                   | 36    | Oroquieta Villaverde     | 31    | Espanyol            | 30    |
| División de Honor |     |                          |       |                          |       |                     |       |
| 1996–97           |     | Sant Vicent              |       | Añorga                   | -     | AD Guillén Lafuerza | -     |
| 1997–98           | 45  | Atlético Málaga          |       | Sant Vicent              | -     |                     | -     |
| 1998–99           | 50  | Oroquieta Villaverde     |       | Puebla                   | -     |                     | -     |
| 1999–2000         | 50  | Puebla                   |       | Torrejón                 | -     |                     | -     |
| 2000–01           | 56  | Levante                  |       | Eibartarrak              | -     |                     | -     |
| Superliga         |     |                          |       |                          |       |                     |       |
| 2001–02           | 11  | Levante                  | 57    | Puebla                   | 51    | Espanyol            | 37    |
| 2002–03           | 12  | Athletic Club            | 55    | Levante                  | 55    | Puebla              | 46    |
| 2003–04           | 14  | Athletic Club            | 60    | Sabadell                 | 58    | Levante             | 58    |
| 2004–05           | 14  | Athletic Club            | 66    | Levante                  | 63    | Espanyol            | 57    |
| 2005–06           | 13  | Espanyol                 | 60    | Híspalis                 | 60    | Levante             | 55    |
| 2006–07           | 14  | Athletic Club            | 64    | Espanyol                 | 63    | Levante             | 55    |
| 2007–08           | 14  | Levante                  | 71    | Rayo Vallecano           | 71    | Athletic Club       | 53    |
| 2008–09           | 16  | Rayo Vallecano           | 81    | Levante                  | 76    | Athletic Club       | 65    |
| 2009–10           | 22  | Rayo Vallecano           |       | Espanyol                 | -     | Athletic Club       | -     |
| 2010–11           | 23  | Rayo Vallecano           |       | Espanyol                 | -     | Athletic Club       | -     |
| Primera División  |     |                          |       |                          |       |                     |       |
| 2011–12           | 18  | Barcelona                | 94    | Athletic Club            | 91    | Espanyol            | 76    |
| 2012–13           | 16  | Barcelona                | 76    | Athletic Club            | 74    | Atlético de Madrid  | 68    |
| 2013–14           | 16  | Barcelona                | 79    | Athletic Club            | 69    | Atlético de Madrid  | 54    |
| 2014–15           | 16  | Barcelona                | 77    | Atlético de Madrid       | 69    | Athletic Club       | 65    |
| 2015–16           | 16  | Athletic Club            | 78    | Barcelona                | 77    | Atlético de Madrid  | 69    |
| 2016–17           | 16  | Atlético de Madrid       | 78    | Barcelona                | 75    | Valencia            | 68    |
| 2017–18           | 16  | Atlético de Madrid       | 77    | Barcelona                | 76    | Athletic Club       | 56    |
| 2018–19           | 16  | Atlético de Madrid       | 84    | Barcelona                | 78    | Levante             | 57    |
| 2019–20           | 16  | Barcelona                | 59    | Atlético de Madrid       | 50    | Levante             | 45    |
| 2020–21           | 18  | Barcelona                | 99    | Real Madrid              | 74    | Levante             | 70    |
| 2021–22           | 16  | Barcelona                | 90    | Real Sociedad            | 66    | Real Madrid         | 60    |
| 2022–23           | 16  | Barcelona                | 85    | Real Madrid              | 75    | Levante             | 66    |
| 2023–24           | 16  | Barcelona                | 88    | Real Madrid              | 73    | Atlético de Madrid  | 61    |